# 克雷特维尔
克雷特维尔（法語：Cretteville，法語發音：[kʁɛtvil]）是法国芒什省的一个旧市镇，属于瑟堡区。2016年，克雷特维尔与邻近的4个市镇并入市镇皮科维尔。

## 地理
克雷特维尔（49°20'34"N, 1°23'16"W）面积6.83 平方千米，位于法国诺曼底大区芒什省，该省份为法国西北部沿海省份，西、北、东北三面环大西洋，东起顺时针与卡爾瓦多斯省、奧恩省、马耶讷省和伊勒-维莱讷省接壤。
与克雷特维尔接壤的市镇（或旧市镇、城区）包括：夸尼、乌特维尔、万德方丹、伯兹维尔-拉巴斯蒂耶、博图瓦地区莱穆瓦捷。

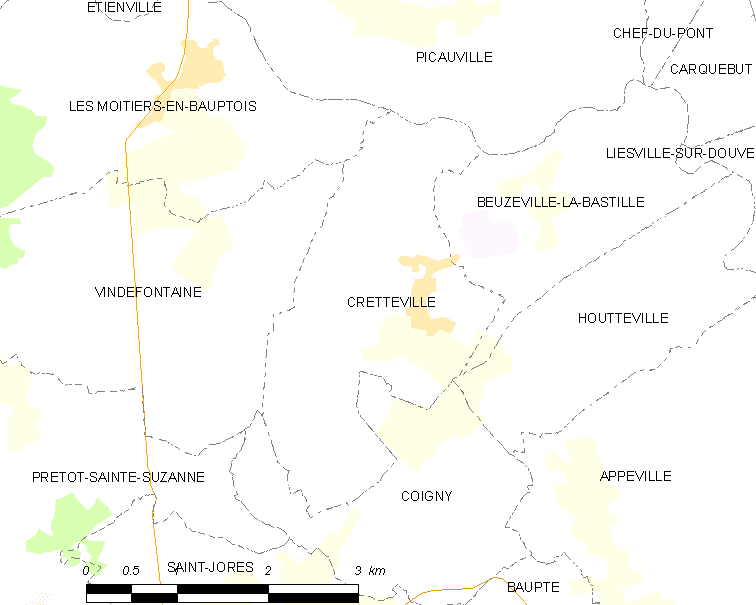
克雷特维尔的OSM定位图

克雷特维尔的时区为UTC+01:00、UTC+02:00（夏令时）。

## 行政
克雷特维尔的邮政编码为50250，INSEE市镇编码为50153。

## 政治
克雷特维尔所属的省级选区为卡朗唐莱马赖县。

## 人口

1962-2008年间克雷特维尔人口变化图示

克雷特维尔于2018年1月1日时的人口数量为204人。